# HR 1614
Désignations
HR 1614 est une étoile située à ∼ 28,9 a.l. (∼ 8,86 pc) de la Terre dans la constellation de l'Éridan. Il s'agit d'une des étoiles les plus proches du système solaire.
HR 1614 est une étoile de la séquence principale, plus précisément une naine orange de type spectral K3+V. Sa taille est d'environ 81 % celle du Soleil et sa luminosité vaut 21 % la luminosité solaire.